# لوك كوري
لوك كوري (بالإنجليزية: Luke Currie)‏ هو فارس أسترالي، ولد في 24 يوليو 1981.